# Montaigne visitant Le Tasse en prison
Ne doit pas être confondu avec Le Tasse en prison visité par Montaigne.
Montaigne visitant Le Tasse en prison est un tableau peint par François Marius Granet en 1820.
En 2014, il est prêté au Musée des beaux-arts de Lyon dans le cadre de l'exposition L'invention du Passé. Histoires de cœur et d'épée 1802-1850.

## Le sujet
Torquato Tasso (1544–1595), dit Le Tasse, est un poète italien connu pour son épopée La Jérusalem libérée. Ses accès de folie le conduiront à être enfermé pendant plusieurs années dans un asile de fous à Ferrare. Il est représenté ici recevant la visite du philosophe Michel de Montaigne pendant son internement. 
Le génie créateur du Tasse, sa personnalité tourmentée et son destin romanesque en ont fait un personnage cher aux artistes romantiques. Il a ainsi été le sujet de nombreuses œuvres picturales, littéraires et musicales de cette époque.